# نبرد نسجار
نبرد نسجار (انگلیسی: Battle of Nesjar) نبردی دریایی در نزدیکی آب‌دره اسلو برای پادشاهی نروژ بود (محل دقیق نبرد ناشناخته است )که در ۱۰۱۶ میلادی رخ داد و اولاف دوم نروژ که بعدها به عنوان سنت اولاف شناخته می‌شد ایسلندی ها و سایر دشمنانش را شکست داد